# 習慣 (超快感)
習慣 (超快感)是瑞典歌手托芙蘿演唱的一首歌曲，出自其首張迷你專輯《让人说实话的麻醉药》和首張專輯《云端女王》。歌曲由托芙蘿、卢德维格·索德伯格和詹姆斯·傑尔斯特伦創作，並由後兩人組成的支柱雙人團製作。原先歌手將歌曲以習慣為名於2013年3月15日獨立發行，並作為她第二支獨立單曲。在蘿簽約環球音樂之後，歌曲以習慣 (超快感)為名於2013年12月6日正式發行為《让人说实话的麻醉药》的第二支單曲以及《雲端女王》的首發單曲。這是一首包含簡約及動感電子樂器的流行和电音流行歌曲。歌詞主要圍繞了歌手透過濫用藥物、喝酒和其他享樂性活動來嘗試忘記前男友。因此，樂評人和蘿自己都注意到歌曲製作和歌詞内容形成的對比。
習慣 (超快感)獲得主流樂評的讚賞，部分樂評人稱讚歌詞和製作。歌曲成為一支慢熱型歌曲；它於2014年進入音樂榜單，距其原先發行已有一年。歌曲在美國告示牌百强单曲榜最高到達第3位，並成為繼王牌合唱團徵兆於1994年奪下冠軍之後名次最高的瑞典藝人歌曲。美國唱片業協會將其認證為五白金唱片，並在該國擁有超過260萬首銷量。另外，歌曲在波蘭和羅馬尼亞奪冠，並在奧地利、加拿大、法國和瑞士等國家進入前十名。
歌曲有兩部音樂錄影帶，均由汽車旅館影片執導。第一版本於2013年3月15日發行，其講述了歌手在茶會與客人都喝得酩酊大醉。它在發行到Youtube一年後便設成不公開狀態，並在之前已達到50萬觀看次數。第二版本在瑞典酒吧拍攝超過3天，其講述了蘿在晚上與朋友在派對中狂歡。歌手在一些音樂節表演歌曲，包括西南偏南和消磨時間音樂節，並包含在她巡迴演唱會雲端女王巡迴演唱會和女潮巡迴演唱會的曲目列表。單曲於2015年在瑞典葛萊美贏得「年度歌曲」。唱片製作雙人團Hippie Sabotage製作名為超快感的重混版本正式發行為《让人说实话的麻醉药》的第三支單曲。該曲在澳洲、紐西蘭、英國和其他歐洲國家進入前十名。歌曲由一些藝人翻唱，例如馮·迪索向逝去朋友保羅·沃克致敬的演出，以及凱莉·克萊森在她的愛情拼圖巡迴演唱會演唱此曲。

## 背景與發行
習慣 (超快感)由托芙蘿、卢德维格·索德伯格（Ludvig Söderberg）和詹姆斯·傑尔斯特伦（Jakob Jerlström）創作，並由後兩人組成的支柱雙人團（The Struts）製作。先前，蘿於2011年簽約華納/查普爾音樂的出版協議，並共同創作歌曲給愛卡娜女王和嗆女生合唱團。她之後於2012年10月發行她的首發單曲情歌，並引起一些音樂部落格的注意。這鼓勵她開啓獨立歌手的職業生涯，所以她可以錄製她最個人化的歌曲。蘿表示，習慣 (超快感)之所以是《让人说实话的麻醉药》的歌曲，是因為它誠實的歌詞和延伸的創作過程而對她來說意味最多。起初，歌曲的正歌是由蘿當她在戀情中度過艱難時期所創作詩句的一部分。之後，蘿男友參與佛教徒活動但蘿拒絕參加，而這導致他們分手。在此之後，她開始濫用藥物和酒精來忘記他。分手幾個月後，她在2012年期間呆在朋友紐約的房子。當房子因颶風而失去電力和暖气，蘿轉去朋友在紐約曼哈頓中城的工作室逗留，並創作副歌。
2012年12月11日，她透過臉書宣佈她还沒有完成在紐約創作的一些項目，並在工作室與瑞典的支柱雙人團合作。歌手決定使用她在樣本唱片錄製的演唱部分，因為她的演唱表現「真的發自内心」。支柱雙人團負責共同創作、製作和編程歌曲，並另外演奏鍵盤。菲利普·魯内松（Filip Runesson）演奏弦，而拉爾斯·諾格倫（Lars Norgren）和比約恩·恩格爾曼（Björn Engelmann）分別負責混音和製作母帶。蘿在接受雜誌《Coup de Main》訪問時說道：「（在創作歌曲時，我在想）我以『最佳』可能的方法來度過這段難關的方式。只是一下子想到『去你的一切』就是很大的安慰了。
我們都必須如此完美，而絕對沒有人與其媲美。」她之後向坦白她在創作歌曲之後已經走出分手陰霾。
2013年3月15日，歌手釋出單曲，名為習慣。這是繼情歌後第二首獨立發行的歌曲。歌曲在音樂部落格引發關注，因而增長蘿的網絡追蹤量。歌手瑪琳娜鑽石和紐西蘭蘿兒透過推特讚賞這首歌曲。後來，歌曲於2013年12月6日透過環球音樂以習慣 (超快感)正式重新發行為蘿首張迷你專輯《讓人說實話的麻醉藥》的第二支單曲以及首張專輯《雲端女王》的首發單曲。它於2014年1月14日在美國作為數位單曲銷售。2014年6月17日，它送至美國當代流行電台。關於歌曲的重新發行，歌手在《無名》（The Untitled Magazine）接受訪問時解釋道，自歌曲因音樂部落格而增長人氣之後，她便與環球音樂簽了一份唱片協議。接著，唱片相信它依然有商業潛力而代表決定透過適當宣傳來重新發行它。

## 詞曲
習慣 (超快感)是一首流行和电音流行歌曲。歌手在接受AP娛樂訪問時說道，歌詞描述她在創作歌曲時的所作所為，而當時她被徹底擊潰並嘗試克服前一任感情。她還說道習慣 (超快感)的主題是她所遭受的痛苦，儘管她曾試圖麻木它。顺着這個想法，她坦白：「我不可以說謊。我唱的是我的人生。這就是事实。有一段時間，（吸毒）佔了我生活的相当大一部分。這点很難承認，我可以不提，或者给它找个譬喻，但这样做感觉不太对。」他说，迷你專輯《讓人說實話的麻醉藥》的歌曲提到她最为失败透顶的一段戀情。講完專輯的背景，蘿表示歌曲提到戀情結束後的生活，而她嘗試“最为消极地”繼續生活。这首歌还采用了蘿首張專輯《雲端女王》歌曲痛苦的选段，這個概念專輯講述了歌手各种错综复杂的戀情。
根據阿爾弗雷德出版（Alfred Publishing）旗下Musicnotes.com出版的數位樂譜，歌曲以降B大調創作，拍號設置在四四拍，為每分鐘110拍。蘿演唱這首歌曲時的音域在B♭3到C5之間。歌曲有著簡約及動感電子樂器，當中包含鼓、貝斯、伴唱和蘿的聲音。歌曲以「oh oh」開始，之後每一句正歌不斷重覆。歌曲包含了總共18個四音千禧魔音，這種聲樂旋律的特点是重复大调音符Mi和Sol。一些樂評人注意到歌詞和製作之間的對比。Pitchfork的嘉莉·巴坦（Carrie Battan）認為這首歌曲「對比了巨大的記憶點和有著斯奈普式的副歌，讓人感到有點明顯不同並時常產生奇怪圖像：像是（蘿）在浴缸吃晚餐、被零食灌醉、在操場勾引爸爸們」。《阿斯伯里帕克報導》的克里斯·約旦（Chris Jordan）稱習慣 (超快感)為「合成器流行歌曲以及有著影響廣泛的副歌」，但注意到歌詞内容與搖滾樂相似。歌手也同時說道：「你可以感覺到歌詞以及黑暗與悲傷，但是如果將它結合起來，同樣帶點黑色幽默。我喜歡能跟著跳起來以及聽起來像我真實說話的東西。」
歌詞圍繞蘿透過享樂式的嘗試來忘記她的前男友。根據數位雜誌（Digital Journal）的馬科斯·帕帕扎托斯（Markos Papadatos），歌曲描繪了她試圖透過暴飲暴食和酒精來克服失敗的戀情，例如在第一段正歌中顯示關於吃零食、吃奶油夾心蛋糕，以及嘔吐的歌詞。在副歌中，她唱著藥物濫用：「You're gone and I gotta stay high / All the time, to keep you off my mind」（大意：你已然離去而我要保持快感/隨時隨地，好將你抛諸腦後）《Plugged In》的亞當·R·霍尔茨（Adam R. Holz）認為在橋段中，蘿談到了「會意（的主題）－在某種程度上－她的選擇只是多麽空虛和自我忘卻」，因為她談到需要被一些人帶回家才能減輕痛苦。歌手向iHeart電台坦白道歌曲的橋段是她最喜歡的部分，因為「歌曲對於我的意義，它就已全部說出來了」。然而，《告示牌》的傑瑞米·D·拉森（Jeremy D. Larson）認為歌曲的信息不真實，因為「感到快感并不會將某人抛諸腦後」。

## 專業評價
習慣 (超快感)獲得大多主流樂評的讚賞。《告示牌》的哈蕾·布朗（Harley Brown）寫道歌曲是「（她）最近記憶中聽過最易識別的流行歌曲：每個人都感到快感，可能吃太多奶油夾心蛋糕，並後悔人生決定，但是并非每一個人都能製作以它為主題的傑出歌曲」。Pitchfork的嘉莉·巴坦認為該曲的記憶點和製作使歌詞「聽起來優美地悲傷，而不是一場悲劇」。巴坦在評價《雲端女王》這張專輯時稱它是「一首超流行且帶有黏性的歌曲，但也不是如此流行到可以震驚你的感官或者麻木你至享受」。FDRMX的埃瓦爾德·阿恩特（Ewald Arndt）說道習慣 (超快感)儘管是悲傷的主題，但還是「聽起來很有趣」。AllMusic的赫瑟爾·法里斯（Heather Phares）稱其是「《雲端女王》最出衆的曲目」，而Idolator的薩姆·蘭斯基（Sam Lansky）認為它「有點凱莎沒有亂搞的派對女孩那種流行樂的韻味，但也有蘿蘋那種慵懶的悲傷」以及「它在腦中久久甩不掉，而它應該是這樣的」。尼克·莫瑞（Nick Murray）為其貼上《讓人說實話的麻醉藥》最佳曲目的稱號，並將其與美國饒舌歌手肯德里克·拉馬爾的音樂作比較。
MuuMuse的布萊德利·斯特恩（Bradley Stern）稱其是希雅水晶吊燈的「更年輕、聽起來較瑞典化的妹妹」，而數位雜誌的馬科斯·帕帕扎托斯則認為它是一首「女權國歌」。《Bustle》的亞歷克斯·克里克塞爾利斯（Alex Kritselis）認為習慣 (超快感)是一首戲劇性的歌曲，但卻進一步表示歌手聲音中的「悲傷、焦慮和恐懼」十分真實。《衛報》的迈克尔·克拉格（Michael Cragg）稱其是《讓人說實話的麻醉藥》的傑出曲目，並認為它「極棒地直言不諱」。《每日電訊報》的尼克·麥考密克（Neil McCormick）認為它是一首關於享樂主義和有著「極好」副歌的直來直往歌曲。然而，一些樂評人給予歌曲褒貶不一的評價。《告示牌》的傑森·利普舒茨（Jason Lipshutz）說習慣 (超快感)是《雲端女王》較弱的歌曲，而同一本雜誌的吉琳·馬普斯（Jillian Mapes）認為它「有一點過於與一些藝人相同，像環繞在洛德和班克斯之間」。

## 榮譽
《最佳配適線》的員工將習慣 (超快感)排在「2013年最佳50強曲目」第6名，並寫道「其中一首很容易成為今年最重要的流行歌曲」。《滾石》將其排在「2014年最佳50強歌曲」第23名，並將歌曲製作和歌詞分別與洛德的音樂和凱莎的歌曲作出比較。《阿斯伯里帕克報導》的克里斯·約旦認為它是一首年度最佳歌曲，並表示「（歌曲中）糜爛的描繪使人耳目一新」。回響這個想法，Stereogum的克里斯·德维尔（Chris DeVille）將其排在「2014年最佳50強流行歌曲」第26名，並說明道：「對於一首因失控得過火而產生吸引力的歌曲來說，習慣是一部極度沉著和細緻的作品，而這來自於前途無可限量的流行詞曲創作人。」《娛樂週刊》的邁爾斯·雷默（Miles Raymer）將歌詞「I eat my dinner in my bathtub / Then I go to sex clubs / Watching freaky people gettin' it on」（大意：我在浴缸中吃我的晚餐/接著前往淫亂的夜店/看著怪胎們玩的起勁）列入「2014年最佳歌詞」，並寫道它是「今年出自流行歌手之口最有趣的影像之一」。
習慣 (超快感)在2015年瑞典葛萊美贏得「年度歌曲」榮譽。在ASCAP流行音樂獎，它受美國作曲家、作家和發行商協會表彰為2014年其中一首最多演出的歌曲。單曲接著贏得2015年BMI倫敦獎「流行獎」。在2015年iHeart電台音樂獎，習慣 (超快感)獲得「最佳歌詞」獎提名，但輸給泰勒·斯威夫特的。它還在2015年《告示牌》音樂獎獲得「最佳流媒體歌曲（音頻）」提名。

## 商業成績

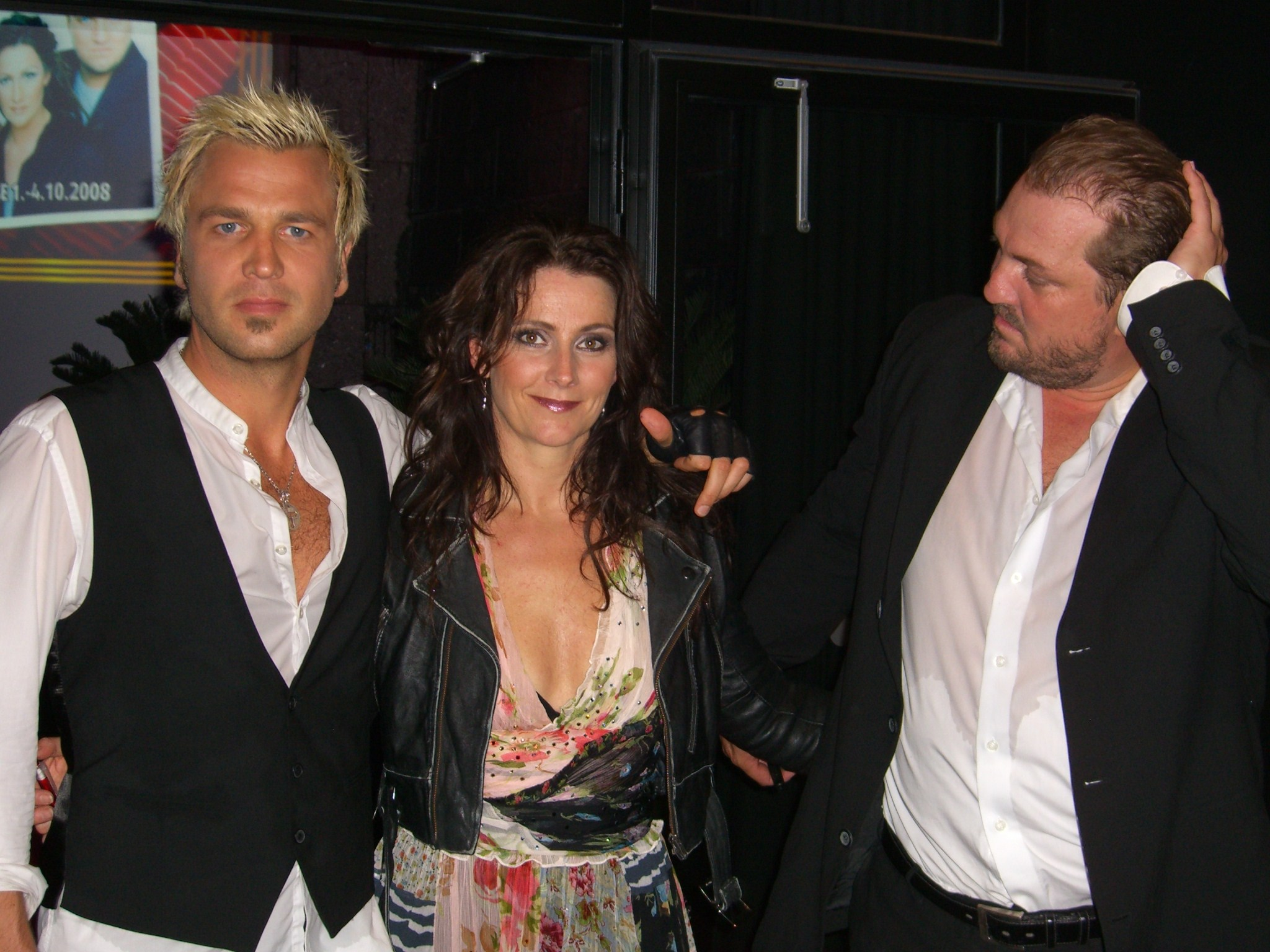
在美國告示牌百强单曲榜最高到達第3位，並成為繼爱司基地（圖）於1994年奪下冠軍之後名次最高的瑞典藝人歌曲。

在美國，習慣 (超快感)成為一支慢熱型歌曲。它首次出現在《告示牌》榜單是在搖滾電台榜和另類歌曲榜分別首周進入第34名和36名。它之後於2014年6月14日空降《告示牌》百大單曲榜第66位。2014年10月15日，這首歌曲從榜單第6名升上第4名，成為前5名全女性歌曲的一部分。在榜單的22周之中，該曲最高到達第3名，並在次周維持同樣位置。正是如此，它成為繼爱司基地徵兆於1994年奪下冠軍之後名次最高的瑞典藝人歌曲。習慣 (超快感)於2014年11月22日在電台歌曲榜，成為2014年第6首首次亮相藝人主唱冠軍歌曲。習慣 (超快感)空降流行歌曲榜第40名，並於2014年11月15日在榜單奪冠，成為2014年第7首首次亮相藝人主唱冠軍歌曲，它在次周依舊維持冠軍位置。習慣 (超快感)於2014年6月14日空降搖滾歌曲榜第9名。在第12周，它爬上冠軍位置，成為繼洛德的貴族和帕拉摩爾樂團的這好玩嗎之後第3首女性主唱冠軍歌曲，該曲連續六周維持冠軍。截至2016年1月，歌曲累積260萬次下載量，並以實體和串流等價銷售超過800萬獲得美國唱片業協會八白金唱片認證。在加拿大，習慣 (超快感)於2014年7月5日空降加拿大百強單曲榜第86名，它之後最高到達第3名。歌曲因達到160,000次下載量，而加拿大音樂協會將其認證為雙白金唱片。它因在2014年下半年有130萬首串流量而成為第二多串流的歌曲。在墨西哥，歌曲在墨西哥電台榜最高到達第10名，並在榜單維持了16周。單曲在墨西哥英格爾斯電台榜更為成功，它到達第3名並在榜單維持了32周。
習慣 (超快感)也登上許多歐洲國家榜單。它在歐洲數位歌曲榜維持了1周，並最高到達第19名。在德國，歌曲於2014年5月30日空降百强單曲榜第79名。它之後在榜單最高到達第14名並維持了53周。它以在德國擁有450,000首銷量，而受聯邦音樂產業協會認證為三金唱片。在法國，歌曲於2014年9月6日在熱門歌曲下載榜最高到達第2名。根據Pure榜，歌曲於2014年在法國擁有超過88,600的銷量，成為該國年度第13高銷量歌曲。從2014至2016年，它在榜單持續75個持續周。它還在法國電台榜進入第2名，以及在串流榜奪得冠軍。在匈牙利，它在匈牙利录音制品制作者协会出版的銷售榜和串流榜分別進入第9和第8名。在波蘭，歌曲於2014年11月1日空降波蘭電台榜第11名。它之後連續四周都維持在冠軍位置。在丹麥，歌曲空降和最高達到40強音樂榜第10名。它接著在20強電台榜達到第6名，并以2,600,000次串流獲國際唱片業協會丹麥分會認證為白金唱片。習慣 (超快感)在奧地利和瑞士最高到達第3名，並受城市的國際唱片業協會分會認證為金唱片。在羅馬尼亞，歌曲於2014年12月15日在國際電台歌曲榜奪得冠軍。它在捷克、盧森堡、葡萄牙和斯洛伐克的數位榜均進入前十名。在西班牙，它在西班牙音樂製作協會出版的銷售榜和電台單曲榜均達到第13名。

## 音樂錄影帶

### 第一版本
2013年2月1日，汽車旅館影片（Motellet Film）在推特宣佈他們在拍攝托芙蘿的音樂錄影帶。2月27日，他們宣佈他們已完成並發佈一張蘿在場景的照片。該雙人組執導錄影帶，而歌手同樣負責執導並創作該片劇本。瑞典網站PSL於2013年3月15日首播，並在兩天後歌手在YouTube上發佈。
錄影帶開始是歌手從宿醉中重拾記憶，包括威士忌、在水晶吊燈中的一隻鞋子，以及她與男性親吻的畫面在鏡頭不斷閃現，特別是拿著一瓶威士忌並與他共飲。在接著的一幕，蘿與其他四名女性和一些侍應在茶會上大量的蛋糕和杯子蛋糕中喝著香檳。隨著錄影帶閃爍著白光，它一瞥了其他女性的幻想。然後，蘿開始喝醉，脫掉上衣，把蛋糕塗抹在她的臉上，給自己倒了一杯香檳並開始與客人和侍應共舞。在接下來的一幕中，她與剛開始與自己共飲的男性親吻。該片結束時，歌手嘔吐在家中的水槽。一些主要情節中穿插著一幕蘿站在黑暗的房間，睫毛膏從眼上滴落，而當中她做著吹泡泡糖、吃融化雪糕和吸烟等活動。儘管該片具有情節，但蘿希望以「藝術」的角度來描繪圖像，並解釋道：「黑暗的蘊含意義是整部錄影帶的關鍵。」截至2014年3月14日，它在Youtube收穫將近530,000次觀看次數。然而，它在同月設成不公開狀態，並無法觀看。

### 第二版本

托芙蘿在的第二支音樂錄影帶與朋友狂歡，因爲歌手想要「展示那種可以令事情失控的夜晚」。

第二支音樂錄影帶同樣由汽車旅館影片執導。它在瑞典酒吧花了3天拍攝，歌手和三名朋友在一起度過了一段時間，這些朋友被要求與她「共飲幾杯酒並互相親吻」。因此，導演拍攝時用了大量自然鏡頭，因為沒有特定的「方向」。至於她其中兩個朋友是女性的事實，蘿說道：「在那裏有一些女孩－其中一個是我最好的朋友。這應該沒問題，甚至不應該是一回事。」在錄影帶中，歌手想要歌詞呈現出「展示那種可以令事情失控的夜晚」，而觀衆是「慢慢沉浸在這種情緒動蕩」。她解釋道：「我想要人們明白我的感受。我想要它能夠完全反映在歌曲中。所以我想要製作一部我無法觀看的視頻，這就是它的本質。」
蘿認爲拍攝十分困難並讓她筋疲力盡，因爲在拍攝3天裏不得不在腰上綁著22榜重的相機走來走去。她還表示這種「疲憊」展現了她創作該曲時所感受的痛。在拍攝當中，蘿有一段時間喝醉並感到疲累，所以她決定走進洗手間。關於這個，歌手坦白道：「我喝得爛醉如泥並十分疲累，因爲這是一個困難的錄製，而我實在想走進浴室並獨自坐在那裏。那時候一個人也沒有，就只有我一個在洗手間裏。我只是坐在那裏思考著那段時間所發生的一切。眼淚就開始湧出。」她還坦白道她幾乎不記得一半的錄製。2014年2月19日，她在臉書發佈錄影帶的預告。2014年3月17日，音樂錄影帶發佈於蘿在Youtube的Vevo賬戶，並在隔天放在iTunes Store以供消費。
錄影帶開始是蘿在徹夜狂歡後從朋友家醒來。然後，她回到家中從宿醉醒來，並穿著各式服裝來準備另一晚的派對。她與朋友會面並走去酒吧，在那裏她開始喝醉並與他們親吻。隨後，她獨自走去洗手間並開始哭泣。之後，她回到家癱軟在床上。蘿盯著相機並對嘴歌詞的一幕散佈在片中的主要劇情。《娛樂週刊》的邁爾斯·瓦馬爾（Miles Raymer）認為「蘿重新創作了歌詞中一些糜爛的東西，以及一些它的後遺症，這巧妙地展示了她複雜的派對女孩形象」，所以稱其為一部「聰明的」音樂錄影帶。Noisey的凱特琳·懷特（Caitlin White）說道「習慣
的新版錄影帶展示了處理舊愛的黑暗面」，以及它「可能讓你回想到一點珍妮絲·賈普林的感覺」。《Bustle》的索尼婭·曼恩（Sonya Mann）認爲它「有點無聊」。該片是2014年VH1第五最受歡迎的錄影帶。另外，它贏得2014年Vevo年度熱門獎「最佳另類/搖滾錄影帶」。

## 現場演出

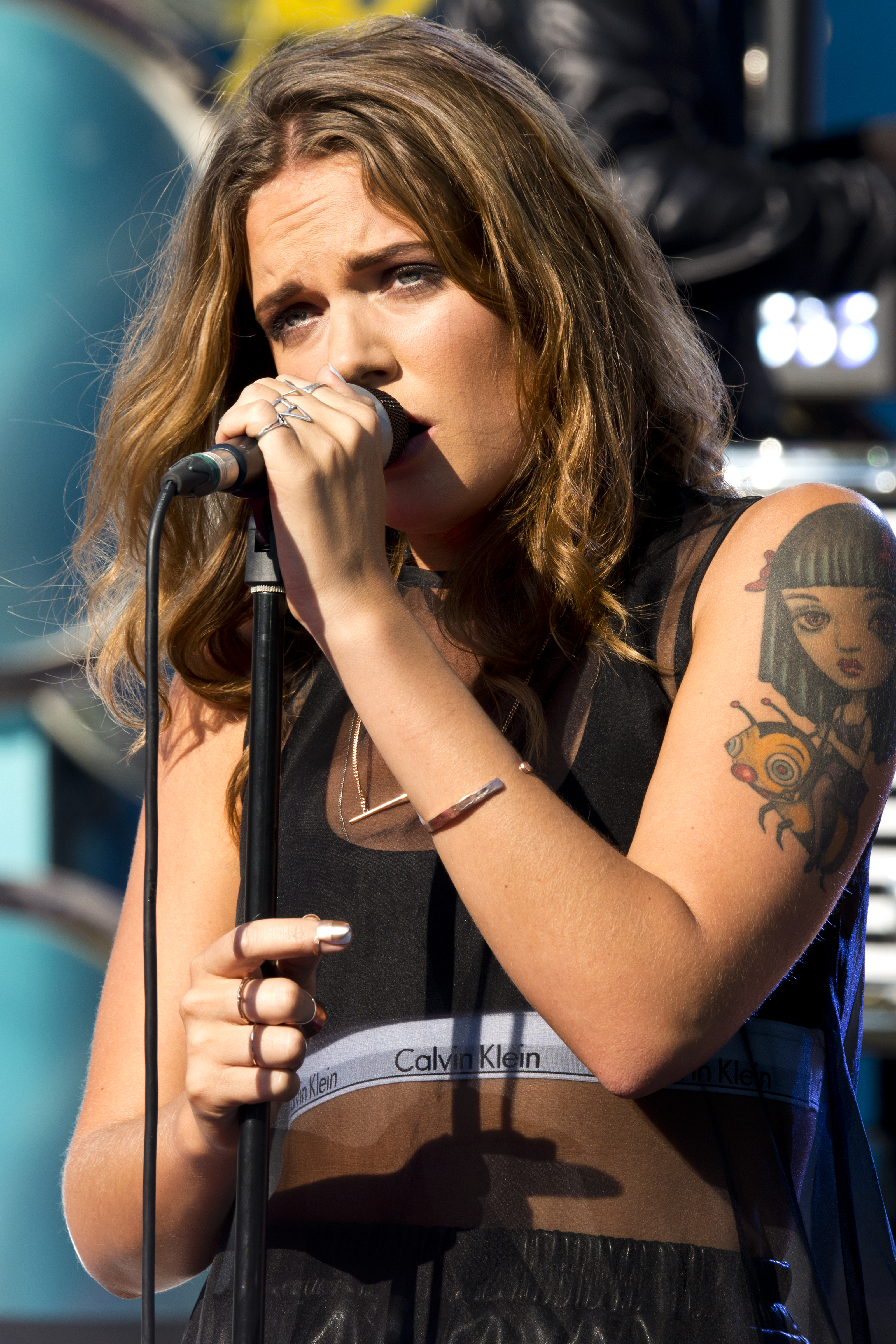
2014年，托芙蘿在瑞典Sommarkrysset電視台演唱。

2013年4月10日，歌手在瑞典電台P3表演習慣 (超快感)、情歌、Out of Mind和Not Made For This World。5月7日，蘿在瑞典PSL現場會演唱歌曲。《最佳配適線》的瑞奇·塔那（Rich Thane）說道儘管有著「煙霧般的房間和惡劣的燈光」，但是演出「極好地具有感染力」。2014年2月27日，蘿在挪威音樂節by:Larm演唱歌曲。隔月，她在西南偏南音樂節演唱該曲、无需药物和《让人说实话的麻醉药》的其他歌曲。3月25日，歌手在芬蘭赫爾辛基Tavastia俱樂部舉辦演唱會，她演唱了該曲和《让人说实话的麻醉药》的其他素材。2014年4月2日，歌手在諾丁山音樂俱樂部舉行了英國的第一場秀，並演唱習慣 (超快感)、為愛逃亡和《让人说实话的麻醉药》的其他歌曲。回應這個想法，《衛報》的麥可·克拉格（Michael Cragg）給予這場表演四顆星（滿分五顆），並稱它為「富有感染力的英國首次亮相」。2014年5月6日，蘿在霍克斯敦廣場酒吧和餐廳秀（Hoxton Square Bar & Kitchen show）表演同樣的曲目列表。5月8日，歌手在英國大逃亡節演唱歌曲。
6月18日，蘿在《塞斯·梅耶斯深夜秀》演唱歌曲，是她美國電視秀的首次亮相。7月1日，蘿在《最佳配適線》的現場會演唱它。同月，蘿在KROQ-FM電台演唱該曲和无需药物。7月26日，歌手在斯德哥爾摩Gröna Lund的Sommarkrysset電視台表演該曲。隔月，蘿出席《康納秀》並演出歌曲。2014年9月23日，蘿在《吉米夜現場》光脚演唱習慣 (超快感)來推廣《雲端女王》。2015年5月17日，歌手在消磨時間音樂節演唱單曲。藝人還於2017年4月在Lollapalooza智利，以及兩個月後在她的格拉斯頓柏立節場演唱歌曲。蘿在她巡迴演唱會雲端女王巡迴演唱會和女潮巡迴演唱會的安可環節時演唱習慣 (超快感)。

## Hippie Sabotage重混版本
錄製製作雙人組Hippie Sabotage製作的習慣 (超快感)重混版本，額外名為超快感，於2014年2月25日正式發行為《让人说实话的麻醉药》的第三支單曲。重混在瑞典單曲榜最高進入第13名，並在澳洲、紐西蘭、挪威、荷蘭和英國進入前10名。一些記者將它的商業成功歸功於英國歌手艾麗·高登，因為她在Instagram分享該曲。超快感在瑞典2015年P3 Guld獎獲得「年度歌曲」提名，但輸給琳達·珀拉的Knäpper Mina Fingrar (Remix)。

### 背景與詞曲
先前，超快感有一部縮短版本的影片。這部兩分鐘的短片由阿里斯·傑羅姆執導，及由夏奈爾·埃莉斯（Chanelle Elise）主演，並於2013年4月11日發佈在傑羅姆的Vimeo和Youtube。2013年9月18日，Hippie Sabotage將重混的正式版本發佈在SoundCloud，並以免費的數位下載方式發行。然而，它之後遭到移除。歌手和雙人組從未見面；蘿第一次聽《超快感》時是朋友向她展示有其重混版本的網上影片。她之後找到Hippie Sabotage的推特，並問他們可否電郵該區給她。然後，雙人組和歌手都同意《讓人說實話的麻醉藥》可以包含該曲。蘿說道超快感從未計劃作為單曲發行，直到英國電台廣播開始在他們的播放列表播放。它最後於2014年2月25日透過環球音樂和小島作為數位下載發行。2014年3月24日，它送至英國BBC廣播一台。
超快感是一首另類和EDM歌曲。它的樂器包含「柔軟的」貝斯拍子和蘿「遭到扭曲的」聲線。Raver Rafting的泰勒·阿莫多瓦（Tyler Almodovar）認為該曲「相對簡單，大部分焦點都集中在（由蘿提供的）空靈聲音」。就製作重混，Hippie Sabotage增加原有歌曲的速度和音調，並重製蘿的聲音。數碼間諜的艾米·戴維森（Amy Davidson）說道歌詞講述一個「頹廢地致力於呈現『歡樂不是沒有盡頭』的夜晚」。《娛樂週刊》的邁爾斯·雷默寫道重混與原來版本分享了「利用大量化學協助來度過情緒困擾的相同主題」，儘管後者「更加坦率誠實」。在接受PopBytes訪問時，蘿告訴道：「我就是愛（Hippie Sabotage）如何製作一首適合歌曲的舞曲重混，但它依然有它的黑暗。這就是他們使用所有部分的方式。他們做得十分天才。」

### 專業評價
超快感大多獲得正面評價。《紐西蘭先驅報》的安尼塔·莫蘭（Anita Moran）在評論《让人说实话的麻醉药》時認為它是迷你專輯中最棒的曲目。在正面評價中，Raver Rafting的泰勒·阿莫多瓦說：「超快感沒有擁有任何快速的漸進或者突然迸發的轉換，但它不需要他們，它本身的影響力時刻就已經足夠成功。」接著，阿莫多瓦將該曲包含在「10首歌讓你輕鬆進入EDM」的列表，並說道它「柔和的低音和美妙的歌詞使其成為該類的恰當引見」。數碼間諜的路易斯·科納（Lewis Corner）將其排在「2014年最佳單曲」第14名，而《滾石》的利德·菲捨爾（Reed Fischer）稱其是一場「悲傷對戰醉酒的拔河比賽」。《每日電訊報》的尼克·麥考密克認為它將原版歌曲銳減至「毒品一綹」，稱其是一首「激進的重混」。然而，超快感也獲得負面評價。數碼間諜的艾米·戴維森說道原版歌曲「更加令人滿足」。《娛樂週刊》的邁爾斯·雷默寫道原版曲目大概比重混更好，並解釋道後者「缺少（前者的）直接性」。《衛報》的凱蒂·恩派爾（Kitty Empire）批評歌手重製的歌聲，說道重混「將蘿的聲音循環至拙劣的花栗鼠叫聲」。

### 商業成績
超快感進入澳洲、紐西蘭和一些歐洲國家的榜單。2014年3月，艾麗·高登在Instagram分享重混。接著，它進入英國iTunes Store百大單曲榜。Idolator的麥可·沃斯（Mike Wass）將該曲「出人意料的」成功歸功於高登的帖子，並指出「這對於一首灰暗、另類的EDM來說，在過去六個月一直在網絡浮沉是一項難以置信的壯舉」。2014年3月16日，歌曲空降英國單曲榜第59名。在該榜的第6周，它達到最高位置第6名。它以擁有600,000首的銷售量而受英國唱片業協會認證為白金唱片。在蘇格蘭，它在空降英國單曲榜的同時進入蘇格蘭單曲榜第65名。2014年5月4日，它最高到達第8名。在愛爾蘭，重混空降百强單曲榜第92名。它在榜單維持29周，並於2014年6月5日最高到達第49名。另外，單曲於2014年4月26日空降歐洲數位歌曲榜第16名。隔周，它達到最高位置第12位。在瑞典，超快感於2014年5月2日空降百大單曲榜第49名。它在2014年至2015年之間共維持70周，並最高到達第13名。它以擁有120,000首的銷售量而受瑞典唱片業協會認證為三白金唱片，並成為2014年第11首最暢銷的唱片。這還是2014年在瑞典電台P3第4高播放的歌曲。在挪威，超快感空降40強單曲榜第15名。在第4周，它升上第7名並維持這個位置5個非連續周。它在榜單維持了27周，並成為2014年在挪威第7首最暢銷的唱片。超快感在2014年的第19周進入芬蘭電台榜第91名，成為繼Out of Mind於2013年到達第39名後第二次入榜。它之後在榜單的第5周到達第25名。超快感在比利時法蘭德斯和瓦隆尼亞地區均到達第3名，並以擁有超過15,000首的銷售量而受比利時娛樂協會認證為金唱片。在荷蘭，超快感在荷蘭40強單曲榜連續三星期奪冠，並在百强單曲榜獲得第2名。根據荷蘭音像載體製造及進口商聯合會，它在荷蘭是第7首最暢銷的唱片。

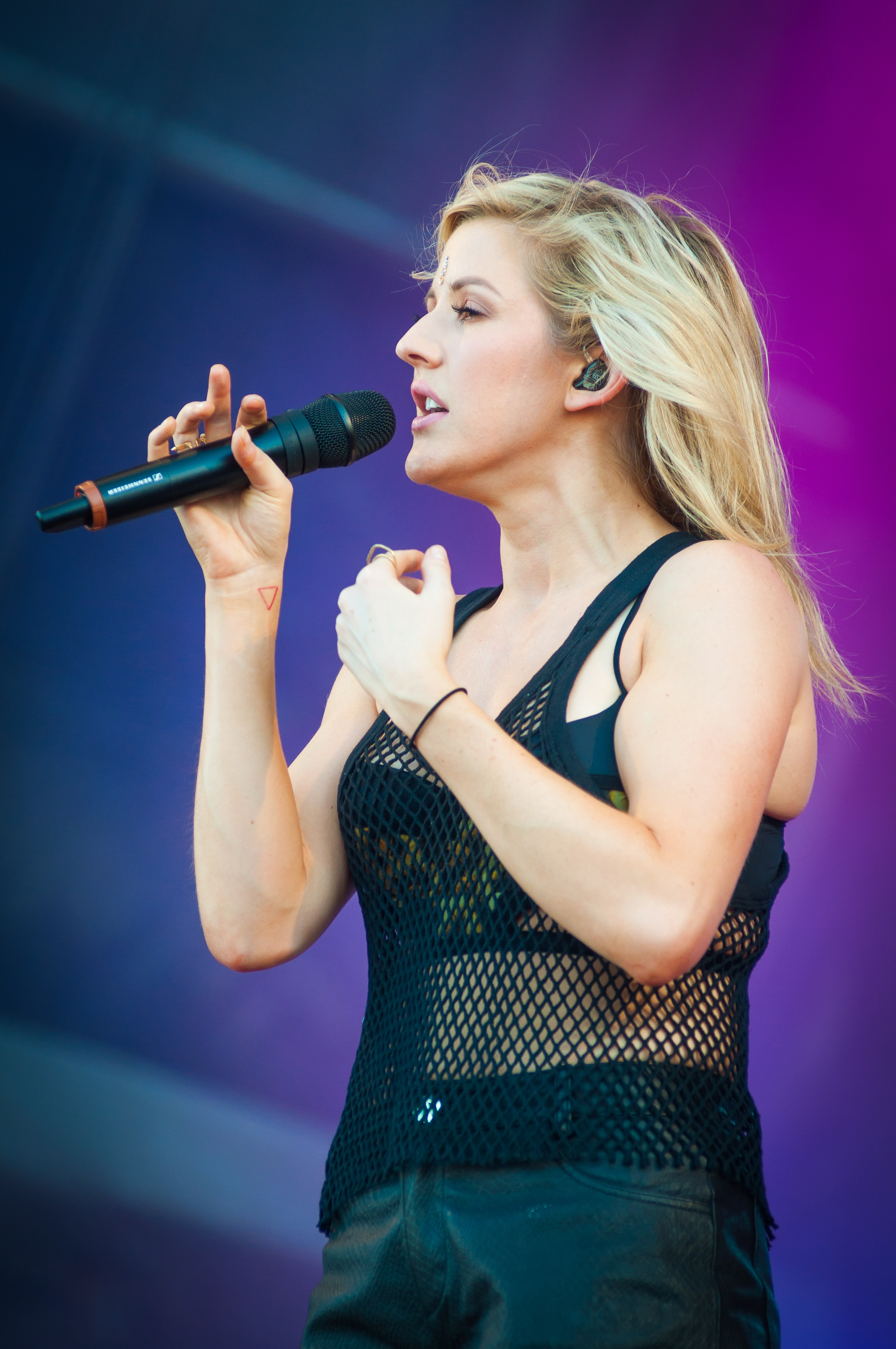
《超快感》在艾麗·高登將其發佈在Instagram之後而進入英國和蘇格蘭的榜單。

在澳洲，超快感於2014年5月12日進入澳洲唱片業協會單曲榜第65名。它最高到達第3名，並以140,000首的銷售量而受澳洲唱片業協會認證為雙白金唱片。在紐西蘭，它於2014年4月21日空降紐西蘭單曲榜第40名，並在隔周落榜。然而，它於2014年5月5日以26名的成績重新入榜。該曲在榜單共維持29周，並最夠到達第3名。之後以15,000首的銷售量而受紐西蘭唱片音樂協會認證為白金唱片。

### 推廣
歌手在法國網站Pure榜的訪問中說道她在現場演出只會演唱習慣 (超快感)的原版，而不是重混版本，因為她覺得它「更恰當」。超快感的音樂錄影帶汽車旅館影片執導。雙人組使用了習慣 (超快感)第二音樂錄影帶的相同鏡頭，但在所有場景中加入慢動作。巴西網站A Gambiarra的佩德羅·庫爾茨（Pedro Kurtz）說道這種效果造成了一種「醉酒的感覺」，而這種感覺「完美地應用和對準」在鏡頭中。《衛報》的迈克尔·克拉格說：「這款頭昏腦脹的重混非常適合這種擁有持續恍惚、充滿酒精感覺的慢動作影片。」《衛報》的網站於2014年4月4日首映這部影片，而歌手在同一日發行在她的Vevo頻道。2014年4月11日，它在iTunes Store發行。

## 翻唱版本與其他重混

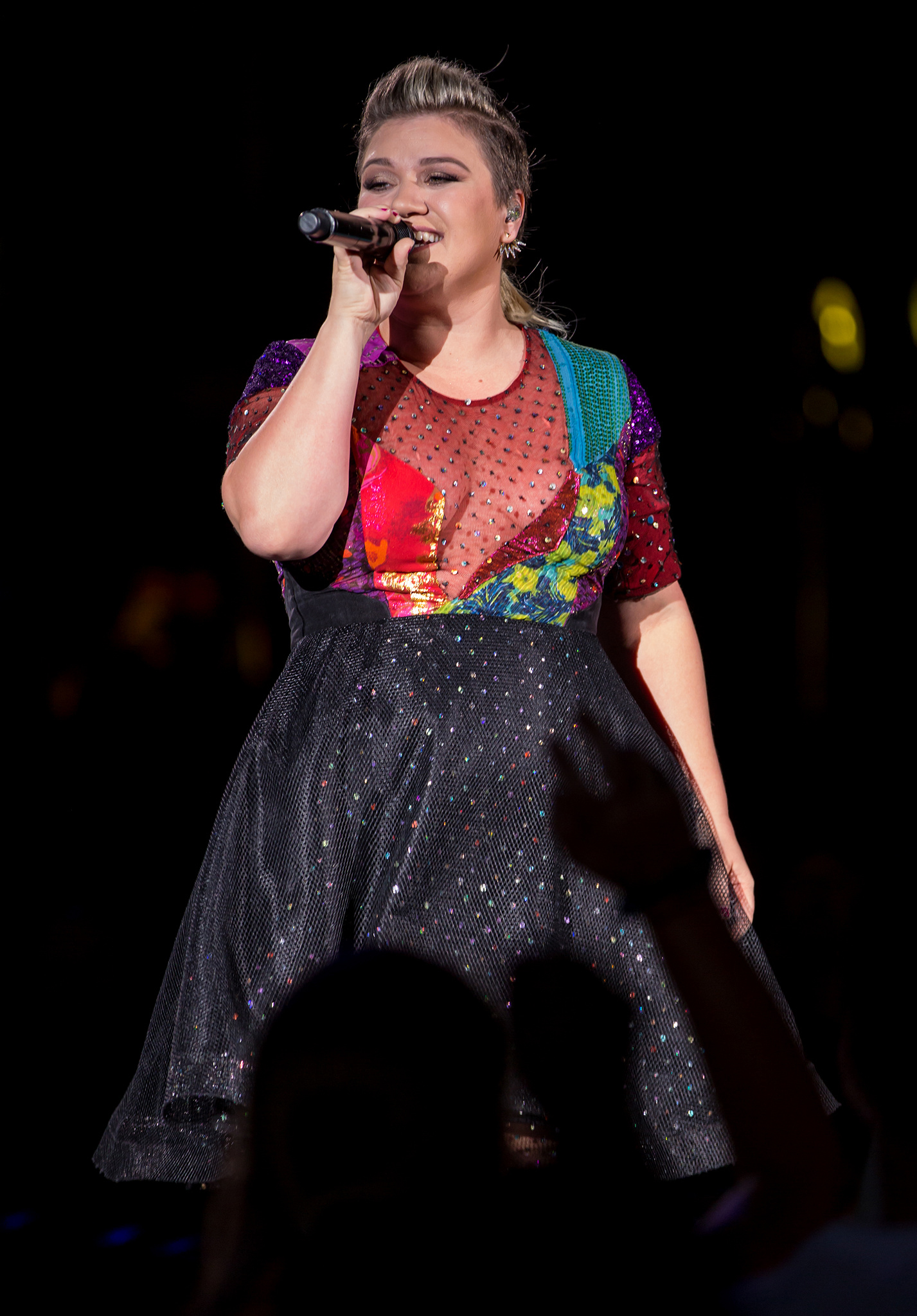
凱莉·克萊森在愛情拼圖巡迴演唱會翻唱。

2014年10月14日，逆流而上樂團在Youtube發佈他們習慣 (超快感)的翻唱版本並將其發行至iTunes Store。五日後，艾力克斯·古特與瑪迪琳·貝莉在同一平台發佈了翻唱版本。VH1的黛安·曹（Diane Cho）給予這個翻唱好評。當中她說道古特和貝莉的聲音「完美地互補」。同月，卡蜜拉·當姆（Camilla Daum）在《德國好聲音》第四季翻唱歌曲。2014年11月，後硬蕊樂團我們的上一晚在Youtube發佈他們的翻唱。VH1的黛安·曹寫道樂團「給予習慣搖滾的優勢，並十分適合這首歌曲」。加拿大搖滾樂團死人學說於2015年4月發行原聲翻唱版本，並在之後放進他們的專輯《Angel Acoustic EP》。2015年5月，凱戈在BBC廣播一台的Live Lounge演奏鋼琴版本，而牧師詹姆斯負責聲樂部分。同月，演員馮·迪索在臉書發佈歌曲的翻唱版本來向逝去朋友保羅·沃克致敬，在背景則展示了他們兩人的圖片。凱莉·克萊森於2015年7月26日在愛情拼圖巡迴演唱會作為「粉絲要求」來翻唱歌曲。《今夜娛樂》的約翰·布尼（John Boone）將其排在他的「凱莉·克萊森最佳十一個巡迴翻唱」的首位，並接著補充道歌手唱得「十分美好」和他「愛上」聽她「黑暗和煩躁的一面」。習慣 (超快感)被《法國好聲音》翻唱兩次，第一次是於2014年第四季由瑪德蓮·利浦爾（Madeleine Leaper）演唱，第二次則是下一季的阿芒迪娜（Amandine）。
2014年1月，美國DJ老菸槍雙人組重混習慣 (超快感)，並將其作為免費數位下載發行。Idolator的薩姆·蘭斯基覺得製作人將「悅耳的原版（轉化）至一些充滿問題、焦躁及黑暗的東西」。6月17日，他們重混的電台剪輯和延長版本發佈在iTunes Store。同日，瑞典DJ奧利佛·尼爾森（Oliver Nelson）發行他的重混版本至iTunes Store，並之後包含在《讓人說實話的麻醉藥》的重啓版。2014年12月9日，美國DJ雙人組FIXYN的重混版本以付費方式在同一平台發行。

## 形式與曲目列表
| 數位下載 1. 習慣 (超快感) - 3:28 數位下載 － 豪華版單曲 1. 習慣 (超快感) － 3:29 2. 習慣 (超快感)音樂錄影帶 － 3:26 | 數位下載 － Hippie Sabotage重混 1. 超快感 － 4:18 |

## 參與名單
名單來自《雲端女王》專輯內頁
地點
- 斯德哥爾摩華納/查普爾工作室（Warner/Chappell Studios）錄製
- 斯德哥爾摩Ramtitam工作室混音
- 斯德哥爾摩剪輯房（Cutting Room）製作母帶

人員
| 習慣 (超快感)： - 托芙蘿 － 主唱、和聲 - 托芙蘿、盧德維格·索德伯格、詹姆士·傑爾斯特倫 – 詞曲創作 - 支柱雙人團 － 製作、程式、鍵盤 - 拉爾斯·諾格倫 － 混音 - 支柱雙人團 － 程式 - 比約恩·恩格爾曼 － 製作母帶 - 菲利普·魯内松 － 弦 | 超快感－ Hippie Sabotage重混： - 托芙蘿、盧德維格·索德伯格、詹姆士·傑爾斯特倫 – 詞曲創作 - 傑佛瑞·蘇拉、凱文·蘇拉 － 編曲 - Hippie Sabotage － 重混、額外製作 |

## 榜單成績
| 排行榜（2014-15年）                      | 最高 排名 |
| ---------------------------------------- | --------- |
| 奥地利（Ö3四十强单曲榜）                 | 3         |
| 加拿大（Canadian Hot 100）               | 3         |
| 加拿大（《告示牌》Canada AC）            | 46        |
| 加拿大（《告示牌》Canada CHR）           | 1         |
| 加拿大（《告示牌》Canada Hot AC）        | 9         |
| 加拿大（《告示牌》Canada Rock）          | 42        |
| 捷克（電台百大單曲榜）                   | 12        |
| 捷克（百強數位單曲榜）                   | 3         |
| 丹麥（Hitlisten单曲榜）                  | 10        |
| 丹麦（Hitlisten电台榜）                  | 6         |
| 歐洲（《告示牌》歐洲數位歌曲榜）         | 19        |
| 法国（法國唱片出版業公會單曲榜）         | 2         |
| 德國（德國官方單曲榜）                   | 14        |
| 德國（德國官方電台榜）                   | 7         |
| 匈牙利（四十強單曲榜）                   | 9         |
| 匈牙利（四十強串流榜）                   | 8         |
| 冰島（冰島國家廣播公司）                 | 18        |
| 愛爾蘭（愛爾蘭唱片音樂協會单曲榜）       | 80        |
| 盧森堡（《告示牌》）                     | 10        |
| 墨西哥（墨西哥電台榜）                   | 10        |
| 墨西哥（墨西哥英格爾斯電台榜）           | 3         |
| 波蘭（波蘭百大電台榜）                   | 1         |
| 波蘭（錄影帶榜）                         | 5         |
| 葡萄牙（《告示牌》）                     | 2         |
| 羅馬尼亞（國際電台歌曲榜）               | 1         |
| 蘇格蘭（官方榜单公司）                   | 71        |
| 斯洛伐克（電台百大單曲榜）               | 8         |
| 斯洛伐克（百強數位單曲榜）               | 5         |
| 斯洛維尼亞（斯洛維尼亞五十強榜）         | 8         |
| 西班牙（西班牙音樂製作協會）             | 13        |
| 西班牙（電台榜）                         | 13        |
| 瑞士（瑞士热门音乐榜）                   | 3         |
| 瑞士（電台榜）                           | 4         |
| 英國（官方榜单公司下載榜）               | 80        |
| 美国（《告示牌》百大單曲榜）             | 3         |
| 美國（《告示牌》Hot Rock Songs）         | 1         |
| 美國（《告示牌》Rock Airplay）           | 16        |
| 美國（《告示牌》Adult Pop Airplay）      | 2         |
| 美國（《告示牌》Dance Club Songs）       | 30        |
| 美國（《告示牌》Dance/Mix Show Airplay） | 3         |
| 美國（《告示牌》Pop Airplay）            | 1         |
| 美國（《告示牌》Rhythmic Songs）         | 8         |

| 排行榜（2014-2015年）                | 最高 排名 |
| ------------------------------------ | --------- |
| 澳大利亚（澳大利亚唱片业协会單曲榜） | 3         |
| 比利时佛兰德（Ultratop五十强单曲榜） | 3         |
| 比利时瓦隆（Ultratop五十强单曲榜）   | 3         |
| 歐洲（歐洲數位歌曲榜）               | 12        |
| 芬蘭（芬蘭電台榜）                   | 25        |
| 愛爾蘭（愛爾蘭唱片音樂協會单曲榜）   | 49        |
| 荷蘭（荷蘭40強單曲榜）               | 1         |
| 荷兰（百强单曲榜）                   | 2         |
| 新西兰（新西兰唱片音乐协会单曲榜）   | 3         |
| 挪威（世道單曲榜）                   | 7         |
| 蘇格蘭（官方榜单公司單曲榜）         | 8         |
| 瑞典（瑞典最熱榜）                   | 13        |
| 英國（官方榜单公司單曲榜）           | 6         |

| 排行榜（2014年）                   | 排名 |
| ---------------------------------- | ---- |
| 奧地利（Ö3四十強單曲榜）           | 62   |
| 加拿大（加拿大百強單曲榜）         | 41   |
| 法國（法國唱片出版業公會單曲榜）   | 13   |
| 法國（評等電台榜）                 | 36   |
| 德國（官方德國榜）                 | 66   |
| 匈牙利（四十強單曲榜）             | 65   |
| 匈牙利（四十強串流榜）             | 35   |
| 瑞士（瑞士熱門音樂榜）             | 39   |
| 美國《告示牌》百強單曲榜           | 32   |
| 美國主流四十強單曲榜（《告示牌》） | 30   |
| 美國搖滾電台榜（《告示牌》）       | 47   |
| 美國另類歌曲榜（《告示牌》）       | 46   |
| 排行榜（2015年）                   | 排名 |
| 加拿大（加拿大百強單曲榜）         | 55   |
| 斯洛維尼亞（斯洛維尼亞五十強榜）   | 18   |
| 瑞士（瑞士熱門音樂榜）             | 71   |
| 美國《告示牌》百強單曲榜           | 77   |
| 美國主流四十強單曲榜（《告示牌》） | 33   |

| 排行榜（2014年）                       | 排名 |
| -------------------------------------- | ---- |
| 澳大利亞（澳大利亞唱片業協會）         | 38   |
| 比利時法蘭德斯（Ultratop五十強單曲榜） | 19   |
| 比利時瓦隆尼亞（Ultratop五十強單曲榜） | 12   |
| 荷蘭（荷蘭40強單曲榜）                 | 14   |
| 荷蘭（百強單曲榜）                     | 7    |
| 紐西蘭（紐西蘭唱片音樂協會）           | 29   |
| 挪威（世界之路榜單）                   | 7    |
| 瑞典（瑞典最熱榜）                     | 11   |
| 英國（官方榜單公司單曲榜）             | 50   |
| 排行榜（2015年）                       | 排名 |
| 瑞典（瑞典最熱榜）                     | 89   |

## 銷量認證
| 地區                                                                       | 认证    | 认证单位/销量 |
| -------------------------------------------------------------------------- | ------- | ------------- |
| 奥地利（國際唱片業協會奧地利分會）                                         | 金      | 15,000*       |
| 巴西（巴西唱片業協會）                                                     | 2× 钻石 | 500,000‡      |
| 加拿大（加拿大音乐协会）                                                   | 2× 白金 | 160,000*      |
| 法国（法國唱片出版業公會）                                                 | 金      | 88,600‡       |
| 德国（聯邦音樂產業協會）                                                   | 3× 金   | 450,000‡      |
| 意大利（意大利音乐产业联盟）                                               | 白金    | 50,000‡       |
| 瑞典（瑞典唱片業協會）                                                     | 3× 白金 | 120,000‡      |
| 瑞士（國際唱片業協會瑞士分会）                                             | 金      | 15,000^       |
| 英国（英国唱片业协会）                                                     | 白金    | 600,000‡      |
| 美国（美國唱片業協會）                                                     | 8× 白金 | 8,000,000‡    |
| 串流媒體                                                                   |         |               |
| 丹麦（國際唱片業協會丹麥分會）                                             | 白金    | 2,600,000^    |
| *僅含認證的實際銷量 ^僅含認證的出貨量 ‡僅含認證的+實際銷量 †僅含認證的銷量 |         |               |

| 地區                                                                       | 认证    | 认证单位/销量 |
| -------------------------------------------------------------------------- | ------- | ------------- |
| 澳大利亚（澳大利亚唱片业协会）                                             | 2× 白金 | 140,000^      |
| 比利时（比利時唱片音樂協會）                                               | 金      | 15,000*       |
| 新西兰（新西兰唱片音乐协会）                                               | 白金    | 15,000*       |
| 英国（英国唱片业协会）                                                     | 白金    | 600,000‡      |
| 串流媒體                                                                   |         |               |
| 丹麦（國際唱片業協會丹麥分會）                                             | 白金    | 2,600,000†    |
| *僅含認證的實際銷量 ^僅含認證的出貨量 ‡僅含認證的+實際銷量 †僅含認證的銷量 |         |               |

## 發行歷史
| 國家   | 日期           | 版本                  | 形式         | 廠牌          | 參考    |
| ------ | -------------- | --------------------- | ------------ | ------------- | ------- |
| 美國   | 2013年3月15日  | 原版                  | 數位下載     | 獨立發行      | [ 18 ]  |
| 奧地利 | 2013年12月6日  | 原版                  | 數位下載     | 環球音樂      | [ 283 ] |
| 挪威   | 2013年12月6日  | 原版                  | 數位下載     | 環球音樂      | [ 157 ] |
| 西班牙 | 2013年12月6日  | 原版                  | 數位下載     | 環球音樂      | [ 2 ]   |
| 德國   | 2013年12月18日 | 原版                  | 數位下載     | 小島 環球音樂 | [ 284 ] |
| 美國   | 2014年1月14日  | 原版                  | 數位下載     | 小島 環球音樂 | [ 22 ]  |
| 加拿大 | 2014年1月14日  | 原版                  | 數位下載     | 環球音樂      | [ 285 ] |
| 德國   | 2014年2月25日  | Hippie Sabotage重混   | 數位下載     | 小島 環球音樂 | [ 154 ] |
| 挪威   | 2014年2月25日  | Hippie Sabotage重混   | 數位下載     | 環球音樂      | [ 157 ] |
| 英國   | 2014年3月24日  | Hippie Sabotage重混   | 主流電台     | 寶麗多        | [ 167 ] |
| 美國   | 2014年4月14日  | 原版                  | 成人另類專輯 | 小島          | [ 286 ] |
| 美國   | 2014年5月13日  | 原版                  | 摩登搖滾     | 小島 聯眾     | [ 287 ] |
| 美國   | 2014年6月17日  | 原版                  | 當代流行電台 | 小島 聯眾     | [ 23 ]  |
| 美國   | 2014年6月17日  | 老菸槍雙人組–電台剪輯 | 數位下載     | 環球音樂      | [ 222 ] |
| 美國   | 2014年6月17日  | 老菸槍雙人組–延長混音 | 數位下載     | 環球音樂      | [ 223 ] |
| 美國   | 2014年6月17日  | 奧利佛·尼爾森重混     | 數位下載     | 環球音樂      | [ 224 ] |
| 美國   | 2014年9月15日  | 原版                  | 成人当代音乐 | 小島 聯眾     | [ 288 ] |
| 意大利 | 2014年10月10日 | 原版                  | 主流電台     | 環球音樂      | [ 289 ] |
| 奧地利 | 2014年10月31日 | 原版                  | 數位下載     | 環球音樂      | [ 290 ] |
| 美國   | 2014年12月9日  | FIXYN重混             | 數位下載     | 環球音樂      | [ 226 ] |
| 德國   | 2014年12月13日 | 原版                  | 數位下載     | 環球音樂      | [ 291 ] |
| 美國   | 2015年9月4日   | 原版–豪華版單曲       | 數位下載     | 環球音樂      | [ 227 ] |